# Uptown Girl
Uptown Girl - singel Billy'ego Joela, pochodzący z jego albumu pt. An Innocent Man.  Uptown Girl został wydany w 1983. Opisuje on pracowników stacji benzynowej, próbujących uwieść bogatą dziewczynę.  Singiel zadebiutował na 3. miejscu na amerykańskiej liście przebojów i na 1. miejscu w brytyjskiej (zostając na tym miejscu przez 5 tygodni). Był drugim najlepiej sprzedającym się singlem roku 1983 w Wielkiej Brytanii. 
Rolling Stone umieścił utwór na 99. miejscu na liści 100 najważniejszych singli z okresu 1963-1988.
Singel jest typową piosenką doo wop.

## Teledysk
Teledysk został nakręcony na stacji benzynowej, w roli bogatej dziewczyny wystąpiła Christie Brinkley.

## Listy przebojów
| Lista (1983)                          | Pozycja |
| ------------------------------------- | ------- |
| Australian Singles Chart              | 1       |
| Austrian Singles Chart                | 18      |
| Dutch Top 40                          | 10      |
| German Media Control Charts           | 18      |
| Irish Singles Chart                   | 1       |
| Japan Oricon Singles Chart            | 64      |
| New Zealand Singles Chart             | 1       |
| Norway Singles Chart                  | 3       |
| UK Singles Chart                      | 1       |
| U.S. Billboard Hot 100                | 3       |
| U.S. Hot Adult Contemporary Tracks    | 2       |
| U.S. Billboard Mainstream Rock Tracks | 22      |